# Kemba Walker
Kemba Hudley Walker (* 8. Mai 1990 in New York City, New York) ist ein ehemaliger US-amerikanischer Basketballspieler. In der NBA spielte er für die Dallas Mavericks, die Charlotte Bobcats (bzw. nach deren Umbenennung für die Hornets), die Boston Celtics und die New York Knicks. Walker bestritt insgesamt 781 NBA-Spiele. Am Ende seiner Laufbahn stand er bei AS Monaco unter Vertrag.

## Karriere

### College
Seine Collegezeit verbrachte Walker an der University of Connecticut. Im Jahr 2011 gewann er mit den Huskies den Meistertitel der Big East Conference. Walker erzielte dabei mit 130 Punkten in fünf Spielen einen Turnierrekord und mehr Punkte als in jeglichem Conference-Turnier der vorangegangenen 15 Jahre. Folgerichtig wurde er dabei zum MVP gewählt. Am 4. April 2011 führte er seine Mannschaft zum Gewinn der NCAA-Meisterschaft, wobei er zum Most Outstanding Player gekürt wurde. Nach seinem Junior-Jahr entschloss er sich, die Hochschule zu verlassen und sich zum NBA-Draft anzumelden. Er brachte es in seinem letzten Collegejahr auf 23,5 Punkte, 5,4 Rebounds, 1,9 Steals und 4,5 Assists pro Spiel.

### Charlotte Bobcats/Hornets (2011–2019)
Im NBA-Draft 2011 wurde Walker an neunter Stelle von den Charlotte Bobcats ausgewählt. In seiner ersten Saison in Charlotte kam er auf 12,1 Punkte, 4,4 Assists und 3,5 Rebounds pro Spiel. Aufgrund seiner Leistung wurde Walker zur Rising Stars Challenge des NBA All-Star Weekends 2012 eingeladen. Ihm gelang zudem sein erstes Triple-Double, als er am 28. Januar 2012 gegen die Washington Wizards, 20 Punkte, 11 Assists und 10 Rebounds erzielte. Damit war er erst der dritte Bobcats-Spieler in der Vereinsgeschichte, dem dies gelang. Sportlich endete die Saison für Walker und die Bobcats allerdings ernüchternd, da nur sieben Spiele gewonnen wurden und 59 Spiele verloren gingen, was einen NBA-Negativrekord darstellte.
In seinem zweiten Jahr steigerte sich Walker auf 17,7 Punkte, 5,7 Assists, 2 Steals und 3,5 Rebounds pro Spiel. Er nahm zum zweiten Mal an der Rising Stars Challenge, diesmal als Sophomore, teil. In seinem dritten Jahr gelang ihm sein zweites Triple-Double seiner Karriere, als er beim Sieg gegen die Orlando Magic 13 Punkte, 10 Rebounds und 10 Assists erzielte. Mit den Bobcats erreichte er erstmals die NBA-Playoffs, in denen man jedoch sieglos gegen die Miami Heat ausschied.

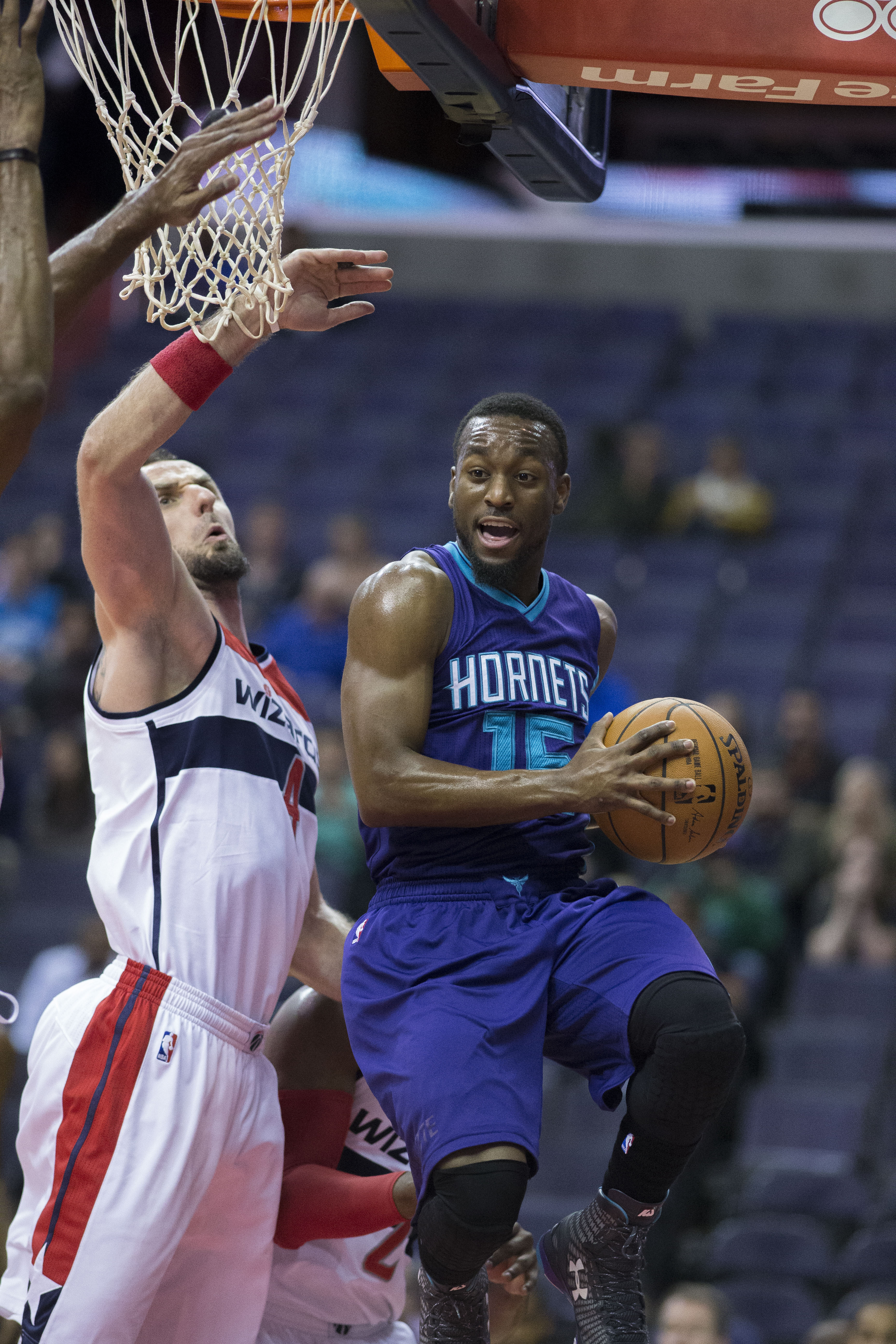
Walker im Oktober 2014

Am 30. Oktober 2014 unterschrieb Walker einen neuen Vierjahresvertrag mit einem Gesamtgehalt von 48 Millionen Dollar bei der mittlerweile in „Hornets“ umbenannten Mannschaft. Am 27. Dezember 2014 erzielte er bei einer Niederlage gegen die Orlando Magic mit 42 Punkten eine neue persönliche NBA-Bestmarke. Walker bestritt im Spieljahr 2014/15 seine bislang beste NBA-Saison und erzielte 17,7 Punkte, 6,1 Assists und 4,2 Rebounds pro Spiel.
In der Saison 2015/16 stellte Walker am 18. Januar 2016 beim 124:119-Sieg über die Utah Jazz mit 52 Punkten einen neuen persönlichen NBA-Rekord auf. Zudem überbot er damit den Hornets-Rekord, der 1997 von Glen Rice aufgestellt worden war. Mit den Hornets erreichte er die Playoffs und erzielte mit 20,9 Punkte pro Spiel eine neue persönliche NBA-Bestmarke. In der Saison 2016/17 wurde Walker erstmals in das NBA All-Star Game berufen. Obwohl Walker mit 23,1 Punkten pro Spiel mit 44 % Feldtrefferquote und 40 % Dreierquote die bisher besten Werte seiner NBA-Zeit ablieferte, verpassten die Hornets die Qualifikation für die Playoffs. Am 17. November 2018 verbesserte Walker gegen die Philadelphia 76ers seine persönliche NBA-Bestmarke auf 60 Punkte. Aufgrund seiner starken Leistungen wurde er erneut ins NBA All-Star Game eingeladen.

### Boston Celtics (2019–2021)
Am 6. Juli 2019 wurde Walker zu den Boston Celtics transferiert, indem eine NBA-Regelung genutzt wurde, die die Unterzeichnung eines neuen Vertrags bei der abgebenden Mannschaft vorsieht, um den Spieler anschließend umgehend abzugeben. Zuvor war bekannt geworden, dass Kyrie Irving die Celtics in Richtung Brooklyn verlassen würde. In seinem ersten Jahr bei den Celtics wurde Walker zum vierten Mal in das NBA All-Star Game berufen und erreichte mit den Celtics das Conference-Finale, wo die Celtics den Miami Heat unterlagen. Obwohl Walker in beiden Spieljahren 20 Punkte im Schnitt erzielte, konnte er die bei seiner Verpflichtung geäußerten Erwartungen nicht erfüllen.

### New York Knicks (2021–2022)
Am 18. Juni 2021 wechselte Walker zu den Oklahoma City Thunder. Boston gab ebenfalls das 16. Auswahlrecht im NBA-Draft 2021 sowie ein weiteres im NBA-Draft 2025 ab. Oklahoma City erhielt im Austausch Al Horford, Moses Brown und ein Zweitrundenauswahlrecht im NBA-Draft 2023. Am 4. August 2021 einigten sich Walker und Oklahoma auf eine Vertragsauflösung, Walker unterschrieb wenige Tage darauf einen Vertrag bei den New York Knicks.
Knieverletzungen machten ihm zusehends zu schaffen. Aufgrund eher schwacher Leistungen im Laufe der Saison (die 11,6 Punkte, die Walker pro Spiel erzielte, waren der schlechteste Wert seiner bisherigen NBA-Karriere) gaben diese ihn im Rahmen des NBA-Drafts 2022 an die Detroit Pistons ab. Er spielte jedoch nie für Detroit, sondern wurde vor dem Saisonbeginn 2022/23 aussortiert.

### Dallas Mavericks (2022–2023)
Ende November 2022 nahmen die Dallas Mavericks den Aufbauspieler unter Vertrag, nachdem Walker zu Beginn der Saison 2022/23 vereinslos gewesen war. Er bestritt nur neun Spiele für die Texaner.

### AS Monaco (2023–2024)
Im Juli 2023 gab AS Monaco Walkers Verpflichtung bekannt. Walker, der in Folge seiner Knieverletzungen nicht im Vollbesitz seiner körperlichen Kräfte war, wurde von Monaco in der Saison 2023/24 nur in der Euroleague eingesetzt. Er blieb in seinen Leistungen unauffällig, wurde von Trainer Saša Obradović bei manchen Spielen nicht ins Aufgebot berufen. Anfang Juli 2024 verkündete Walker das Ende seiner Spielerlaufbahn.

## NBA-Statistiken
Hauptrunde
| Saison  | Team      | GP  | GS  | MPG  | FG % | 3P % | FT % | RPG | APG | SPG | BPG | PPG  |
| ------- | --------- | --- | --- | ---- | ---- | ---- | ---- | --- | --- | --- | --- | ---- |
| 2011–12 | Charlotte | 66  | 25  | 27.2 | .366 | .305 | .789 | 3.5 | 4.4 | 0.9 | 0.3 | 12.1 |
| 2012–13 | Charlotte | 82  | 82  | 34.9 | .423 | .322 | .798 | 3.5 | 5.7 | 2.0 | 0.4 | 17.7 |
| 2013–14 | Charlotte | 73  | 73  | 35.8 | .393 | .333 | .837 | 4.2 | 6.1 | 1.2 | 0.4 | 17.7 |
| 2014–15 | Charlotte | 62  | 58  | 34.2 | .385 | .304 | .827 | 3.5 | 5.1 | 1.4 | 0.5 | 17.3 |
| 2015–16 | Charlotte | 81  | 81  | 35.6 | .427 | .371 | .847 | 4.4 | 5.2 | 1.6 | 0.5 | 20.9 |
| 2016–17 | Charlotte | 79  | 79  | 34.7 | .444 | .399 | .847 | 3.9 | 5.5 | 1.1 | 0.3 | 23.2 |
| 2017–18 | Charlotte | 80  | 80  | 34.2 | .431 | .384 | .864 | 3.1 | 5.6 | 1.1 | 0.3 | 22.1 |
| 2018–19 | Charlotte | 82  | 82  | 34.9 | .434 | .356 | .844 | 4.4 | 5.9 | 1.2 | 0.4 | 25.6 |
| 2019–20 | Boston    | 56  | 56  | 31.1 | .425 | .381 | .864 | 3.9 | 4.8 | 0.9 | 0.5 | 20.4 |
| 2020–21 | Boston    | 43  | 43  | 31.8 | .420 | .360 | .899 | 4.0 | 4.9 | 1.1 | 0.3 | 19.3 |
| 2021–22 | New York  | 37  | 37  | 25.6 | .403 | .367 | .845 | 3.0 | 3.5 | 0.7 | 0.2 | 11.6 |
| Gesamt  | Gesamt    | 741 | 696 | 33.3 | .418 | .360 | .840 | 3.8 | 5.3 | 1.2 | 0.4 | 19.5 |

Stand: 24. Juni 2022
Play-offs
| Saison | Team      | GP | GS | MPG  | FG % | 3P % | FT % | RPG | APG | SPG | BPG | PPG  |
| ------ | --------- | -- | -- | ---- | ---- | ---- | ---- | --- | --- | --- | --- | ---- |
| 2014   | Charlotte | 4  | 4  | 38.3 | .473 | .500 | .778 | 3.8 | 6.0 | 2.0 | 0.8 | 19.5 |
| 2016   | Charlotte | 7  | 7  | 37.1 | .366 | .326 | .943 | 3.0 | 4.0 | 1.3 | 0.6 | 22.7 |
| 2020   | Boston    | 17 | 17 | 36.9 | .441 | .310 | .852 | 4.1 | 5.1 | 0.9 | 0.4 | 19.6 |
| 2021   | Boston    | 3  | 3  | 30.3 | .317 | .176 | .900 | 4.0 | 4.0 | 0.3 | 0.0 | 12.7 |
| Gesamt | Gesamt    | 31 | 31 | 36.5 | .412 | .324 | .868 | 3.8 | 4.8 | 1.1 | 0.5 | 19.6 |

## Persönliches und Sonstiges
Walkers Eltern stammen aus der Karibik: Seine Mutter stammt aus Saint Croix, sein Vater aus Antigua. Walker hatte einen Cameoauftritt in der US-amerikanischen Comedy-Fernsehserie Ballers.

## Erfolge und Auszeichnungen
- NBA
  - 1 × All-NBA Third Team: 2018/19
  - 4 × NBA All-Star: 2017–2020
  - 2 × NBA Sportsmanship Award: 2016/17, 2017/18
  - 7 × NBA Player of the Week: Kalenderwoche 8 2014, KW2 2015, KW3 2016, KW10 2016, KW9 2017, KW42 2018, KW14 2019
- College / High School
  - NCAA Division I Basketball Championship: 2010/11
  - McDonald’s All-American Game: 2007/08